# فرناندو سانشيز كامبوس
فرناندو سانشيز كامبوس (بالإسبانية: Fernando Sánchez Campos) هو دبلوماسي وسياسي كوستاريكي، ولد في 13 يناير 1974 في سان خوسيه في كوستاريكا. حزبياً، نشط في حزب التحرير الوطني ‏.